# Majchry
Majchry – część wsi Janków Zaleśny w Polsce, położona w województwie wielkopolskim, w powiecie ostrowskim, w gminie Raszków.